# Teorema de la telaraña
El teorema de la telaraña explica el modelo general que sigue la formación de los precios de los productos cuya oferta se establece en función del precio de mercado observado en el período inmediatamente anterior (sea este un día, semana, temporada, año, etc).

Diagrama de precios y ventas (1985-1994) de nuevos alojamientos en la Isla de Francia

Este fenómeno es ilustrado por el diagrama a la derecha, que muestra la relación entre los precios y el volumen de ventas de viviendas (casa y pisos) nuevos en la región central de Francia entre 1985-1994.
En la práctica, el modelo se aplica principalmente a bienes y servicios cuya producción es discontinua, tales como productos agrícolas.

## Introducción

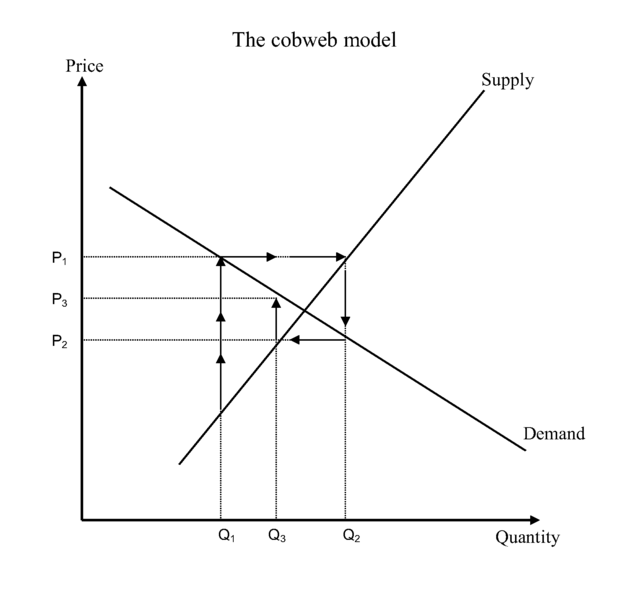
Ilustración de concepto básico de determinación de precios tipo telaraña.

Considérese el caso de un producto agrícola cualquiera. El precio de equilibrio está en la intersección entre las curvas de oferta y demanda. Por causa de una cosecha pobre, la oferta cae a Q1 (ver diagrama a la izquierda), de modo que los precios se elevan hasta P1. Si los productores planean su producción del período 2 bajo esa expectativa de precios altos, la oferta del período 2 se incrementará hasta Q2. Los precios por lo tanto -cuando se trate de vender toda la cosecha- caerán a P2. La oferta caerá entonces a Q3, etc. Note que este proceso se repite, los precios oscilando entre los períodos de oferta baja con precios elevados y de oferta alta con precios bajos.
El modelo de la telaraña puede llevar a dos tipos principales de resultados: La espiral va hacia el centro y la economía converge a largo plazo hacia el precio del equilibrio. Alternativamente, los precios divergen del punto de equilibrio. 
Simplificando:

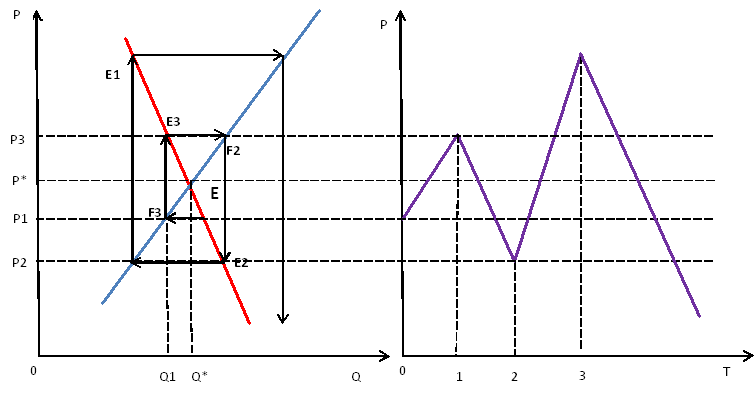
El caso inestable o divergente. Los resultados divergen cada vez más del punto de equilibrio

- Si la pendiente de la curva de oferta es mayor que la pendiente de la curva de demanda, entonces las fluctuaciones disminuyen en magnitud con cada ciclo, así que un diagrama de precios mostrará que en un cierto plazo las cantidades parecerían un espiral interna, según lo ilustrado en el diagrama de arriba. Este se llama caso estable o convergente y supone que los productores van corrigiendo paulatinamente los errores de estimación del precio futuro.

- Si la pendiente de la curva de oferta es menor que la pendiente de la curva de demanda (la elasticidad de la demanda es menor que la de la oferta) entonces las fluctuaciones aumentan de magnitud con cada ciclo, de modo que la espiral los precios y las cantidades se moverá hacia afuera. Este se llama el caso inestable o divergente.

En cualquiera de los primeros dos panoramas, la espiral que resulta de la oferta y la demanda semeja una telaraña, a lo que se debe el nombre del teorema.
Otras dos posibilidades son:
- Si las curvas de la oferta y de la demanda tienen exactamente la misma pendiente, las fluctuaciones podrían también permanecer de magnitud constante, así que un diagrama de los equilibrios produciría un rectángulo simple,.
- Si la curva de oferta tiene menos pendiente que la curva de la demanda cerca del punto donde las dos curvas se cruzan, pero más pendiente a medida que se alejan, entonces los precios y las cantidades se moverán en espiral alejándose del precio de equilibrio pero no divergirán indefinidamente y en cambio pueden oscilar dentro del límite del ciclo.
- Samuelson[3] estimaba que, en general, a partir de cierto nivel de fluctuaciones las pendientes de las curvas de oferta y demanda cambian y la elasticidad de la oferta se vuelve menor que la de la demanda. Los precios fluctuarían así entre dos límites.

## Modelo
Consideramos la función de oferta en el tiempo t:
{\displaystyle q_{t}^{s}=c+fp_{t}^{a}}
donde q es la cantidad, {\displaystyle p_{t}^{a}} el precio de venta esperado y c, f parámetros positivos.
Supongamos que el productor toma el precio de hoy como una estimación del precio esperado (expectativas estáticas: {\displaystyle p_{t}^{a}=p_{t-1}}), la función de oferta se convierte en:
{\displaystyle q_{t}^{s}=c+fp_{t-1}}
Si la demanda es la siguiente función lineal::
{\displaystyle q_{t}^{d}=a+bp_{t}}
con a > 0 y b < 0, igualando las dos funciones obtenemos el precio de equilibrio:
{\displaystyle p_{t}={\frac {c-a}{b}}+{\frac {f}{b}}p_{t-1}}
La solución a esta ecuación en diferencias finitas es:
{\displaystyle p_{t}=\left[p_{o}-{\frac {c-a}{b-f}}\right]\left({\frac {f}{b}}\right)^{t}+{\frac {a-c}{f-b}}}
Como {\displaystyle f/b} es un valor negativo, obtenemos oscilaciones de precio alrededor del precio de equilibrio de largo plazo porque es negativo o positivo dependiendo de si el exponente es un número par o impar.

## Historia e influencia
La formación de precios en telaraña fue descrita en 1930, en forma independiente, por Henry Schultz, Jan Tinbergen y Umberto Ricci. Cuatro años después, Nicolás Kaldor llamó la atención sobre estos análisis, que denominó de "telaraña", y mostró su relación con la determinación del equilibrio en aquellos casos en que los ajustes son completamente discontinuos. Wassily Leontief demostró que cuando las curvas de oferta o demanda tienen una forma errática, del mismo conjunto de curvas puede obtenerse una serie convergente o una serie divergente. La formulación del teorema en 1938, correspondió a Mordecai Ezekiel.
Para Ezekiel, "la teoría económica clásica descansa en el supuesto según el cual el precio y la producción tenderán siempre hacia una posición de equilibrio, si se altera éste (ver Ley de Walras); por el contrario, la teoría de la telaraña demuestra que aún en condiciones estáticas, el proceso no se realiza necesariamente, sino que los precios y la producción de algunas mercancías pueden fluctuar indefinidamente y separarse más y más del punto de equilibrio.".
Los modelos econométricos de estimación de los mercados, han incorporado a los análisis de telaraña, variables como el acceso al crédito, a la tierra y a la innovación tecnológica. Por otra parte se ha propuesto la hipótesis de un precio máximo y otro mínimo, como resultado una oferta mínima y de los límites máximos que las condiciones imponen a la producción, respectivamente
El modelo de la telaraña se ha interpretado como explicación de fluctuaciones en varias poblaciones de ganado, tales como los cerdos. En 1994 Rosen y otros propusieron un modelo alternativo que demostró que debido al ciclo vital de tres años de los ganado vacuno, las poblaciones de ganado fluctuarían en una forma específica, en un cierto plazo, incluso si los rancheros tenían expectativas perfectamente racionales.

## La tela de araña; expectativas y debate
El modelo de tela de araña es considerado por los partidarios de la teoría de las expectativas racionales como uno de los mejores ejemplos para ilustrar el por qué la comprensión de formación de expectativas es tan importante para el estudio de la dinámica económica, y por qué las expectativas son un tema tan controvertido en la teoría económica reciente.
Considérese el caso general. Suponiendo que los productores consideran los precios más recientes con el fin de predecir los precios futuros puede parecer muy razonable, pero este pronóstico retrospectivo (que se llama Teoría de las Expectativas adaptativas) resulta ser crucial para las fluctuaciones predichas por el modelo. 
En el caso estable, esto no es difícil de aceptar, ya que los errores de predicción de los productores (la diferencia entre el precio que ellos esperan y el precio que realmente ocurre) se hacen cada vez más pequeños, convergiendo, por lo menos teóricamente, en el precio de equilibrio. Esto no es muy diferente del tâtonnement walrasiano o un putativo proceso de ensayo y error que posiblemente determina los precios en realidad, con una oscilación, más o menos grande, alrededor de un precio putativamente estable.
Pero considérese el caso inestable, los errores de los productores se hacen más grandes en cada período. ¿cómo es que no se dan cuenta de que el precio de un período pasado no es un buen predictor del precio del presente y futuro? Esto parece indicar que las expectativas de adaptación es una suposición errónea. 
El hecho de que agentes con expectativas adaptables pueden cometer errores cada vez mayores a través del tiempo ha llevado a muchos economistas a concluir que es mejor asumir la Teoría de las expectativas racionales, es decir, las expectativas basadas en toda la información disponible. Sin embargo, la hipótesis de expectativas racionales es polémica, ya que puede exagerar la comprensión de los agentes económicos. 
Consecuentemente algunos proponen que el modelo refleja o explica mejor decisiones tomadas de acuerdo a la teoría de la Racionalidad limitada. Desde este punto de vista los productores utilizarían una regla heurística simple: el precio del periodo pasado refleja la tendencia actual, relativamente estable, de la demanda. Si, por ejemplo, el precio del petróleo o del trigo están bajando/subiendo, esa situación refleja una tendencia en la demanda que los productores ignoran a su riesgo.
Un mecanismo a lo largo de esas líneas parece explicar por lo menos en parte las burbujas económicas (ver también Exuberancia irracional).
Consecuentemente algunos postulan la existencia de expectativas “débilmente racionales” a mediano plazo

## Evidencia
En 1989, Wellford realizó doce sesiones experimentales con cinco participantes, con un total de más de treinta períodos de simulación de los casos estables e inestables. Sus resultados muestran que el caso inestable no dio lugar a la divergencia esperada de acuerdo al modelo de tela de araña, sino más bien a una convergencia hacia el equilibrio sugerido por las expectativas racionales. Sin embargo, la varianza de la trayectoria de los precios en el caso inestable fue mayor que en el caso estable (y la diferencia resultó ser estadísticamente significativa).
Una forma de interpretar estos resultados es decir que en el largo plazo, los participantes se comportaron como si tuvieran expectativas racionales, pero que en el corto plazo demostraron racionalidad limitada y consecuentemente cometieron errores. Estos errores causaron fluctuaciones mayores en el caso inestable que en el caso estable.
En otras palabras, se puede argumentar que los productores “aprenden”. Sin embargo ese aprendizaje no es universalmente observado en la práctica. Por ejemplo, estudios de precios de cerdos en España entre 1900 y 1977 muestran variaciones cíclicas de precios que se extienden en un periodo de 4 a 6 años, explicables de acuerdo al modelo.
Esa interpretación parece congruente con la percepción más aceptada: que si bien los resultados de experimentos muestran una tendencia hacia el establecimiento de precios de equilibrios, de acuerdo a la sugerencia del modelo de las expectativas racionales,"algunos experimentos macroeconómicos y en teoría de juegos muestran ambientes donde no se observan resultados consistentes con las predicciones teóricas como producto de un proceder no racional en la toma de decisiones (v.g., Roth, 1983; Duffy y Ochs, 1999; Lei et al., 2001), lo cual respalda la teoría de racionalidad limitada"

## Actualidad del pronostico de precios
La predicción de precios agrícolas es un tema de investigación vigente y necesario para lograr el desarrollo sostenible la agricultura. El uso de modelos combinados para el pronóstico de precios de productos agropecuarios es una tendencia actual.
Para el futuro de la economía agropecuaria es necesario desarrollar técnicas más eficaces de extracción y cuantificación de de datos no estructurados y utilizar más fuentes y más tipos de datos para enriquecer la información de características de los modelos de predicción de precios agrícolas.</ref name=Feihu>